# Piirissaare
Piirissaare ist eine Gemeinde im estnischen Kreis Tartu mit einer Fläche von 7,8 km². Sie hat 67 Einwohner, darunter 3 Kinder, (Stand: 1. Januar 2012). Das Gemeindegebiet ist die Insel Piirissaar im Peipussee.
Neben dem Hauptort Tooni gehören zur Landgemeinde die beiden Dörfer Piiri und Saare. Vom Hafen Piirissaare bestehen Fährverbindungen zum Festland nach Laaksaare (10 km) und Tartu (63 km).
In der Landwirtschaft dominieren Fischfang und Zwiebelanbau. Es besteht eine altgläubige, eine orthodoxe und eine lutherische Kirchengemeinde.

## Bildergalerie

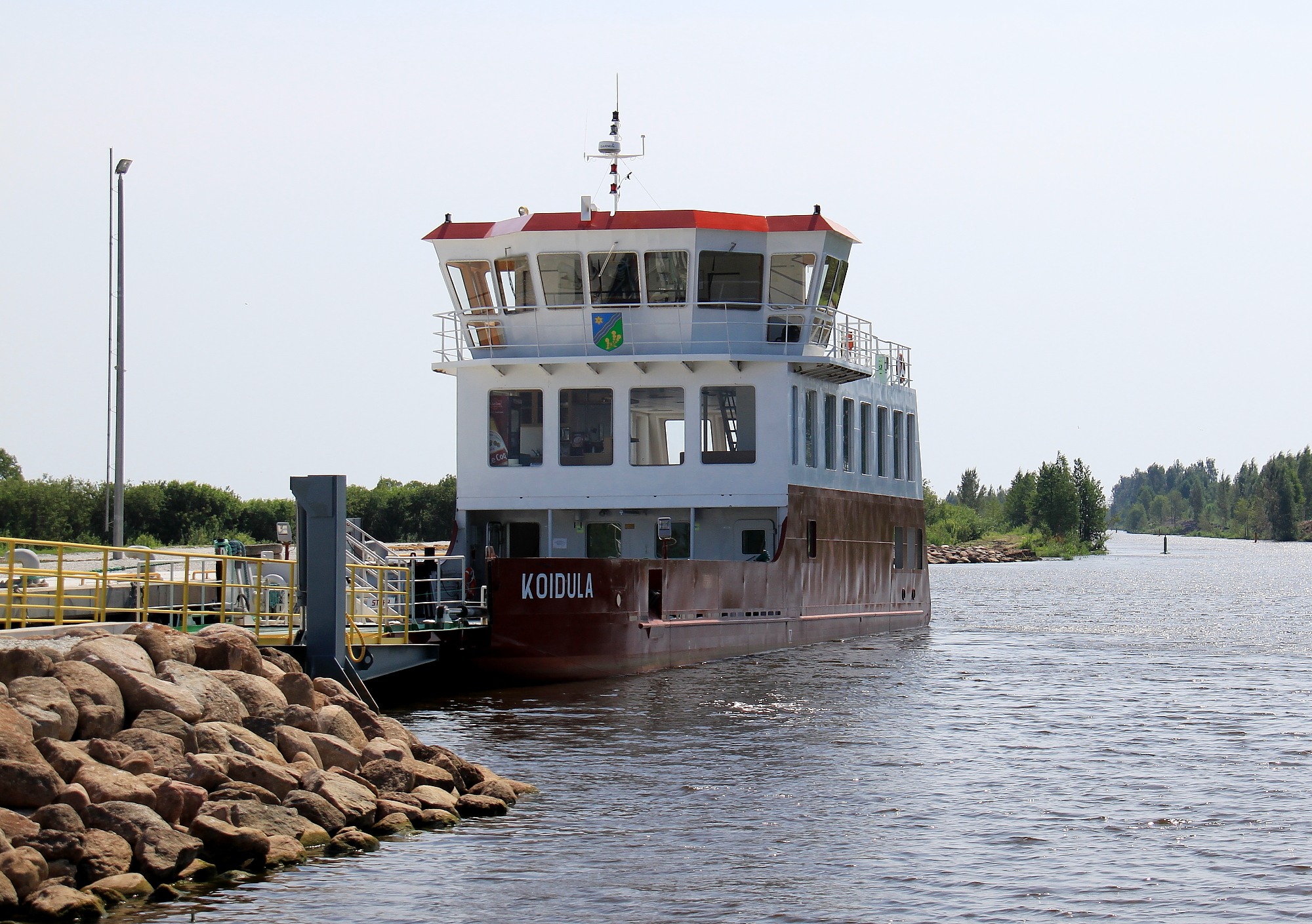
Fährschiff Koidula
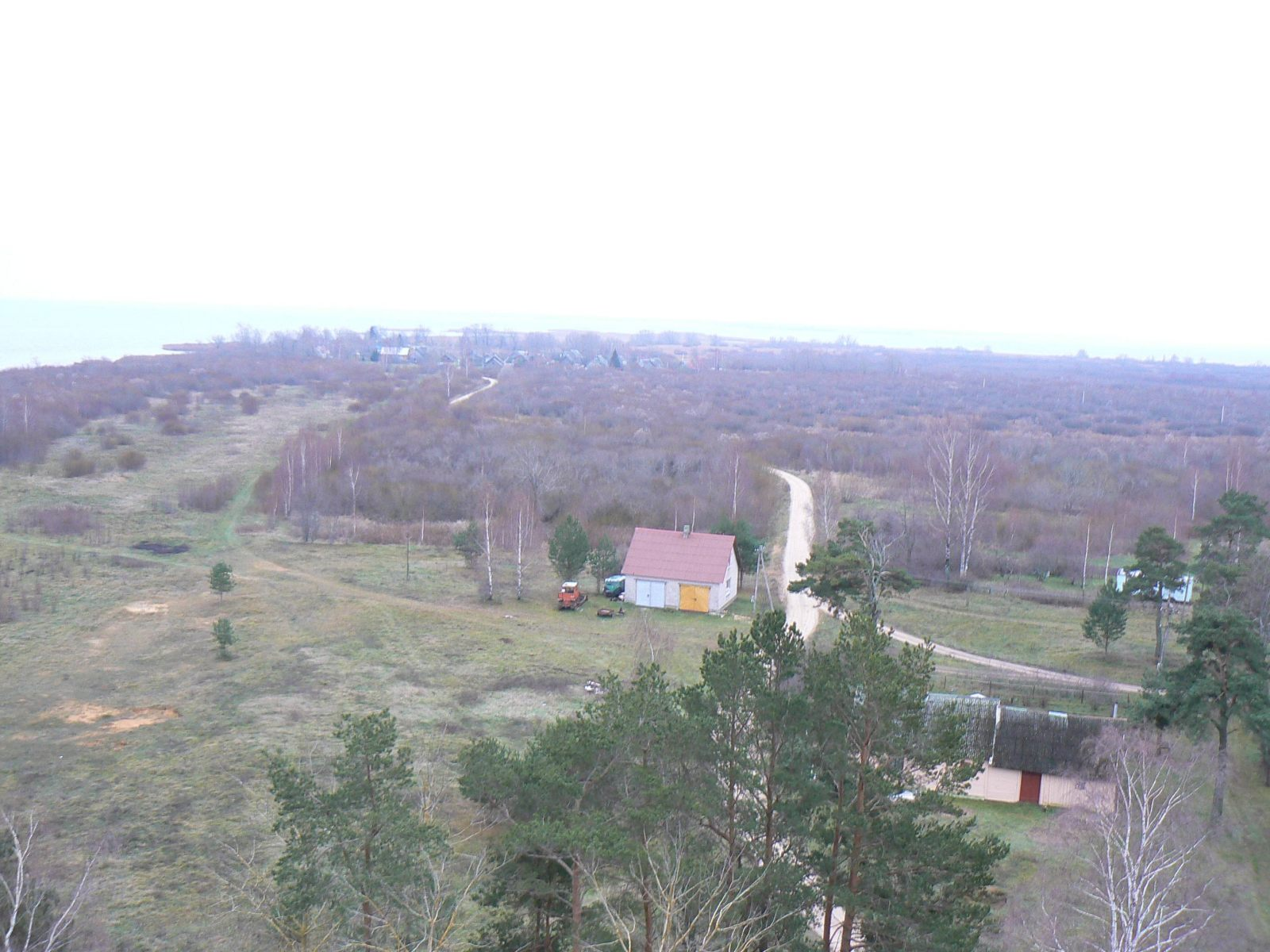
Auf Piirissaar im Sommer, in der Ferne das Doft Saare
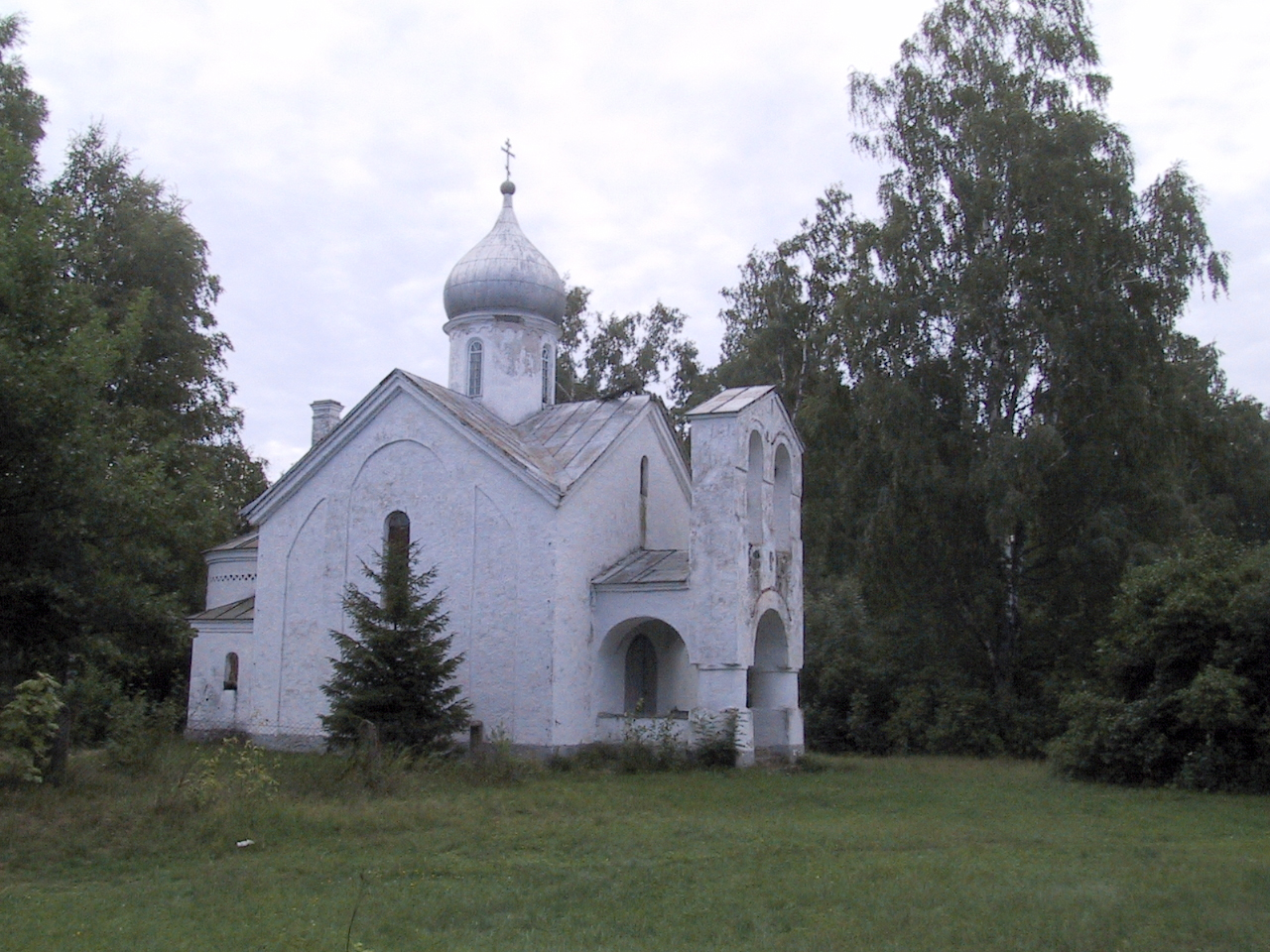
Russisch-Orthodoxe Peter-Pauls-Kirche
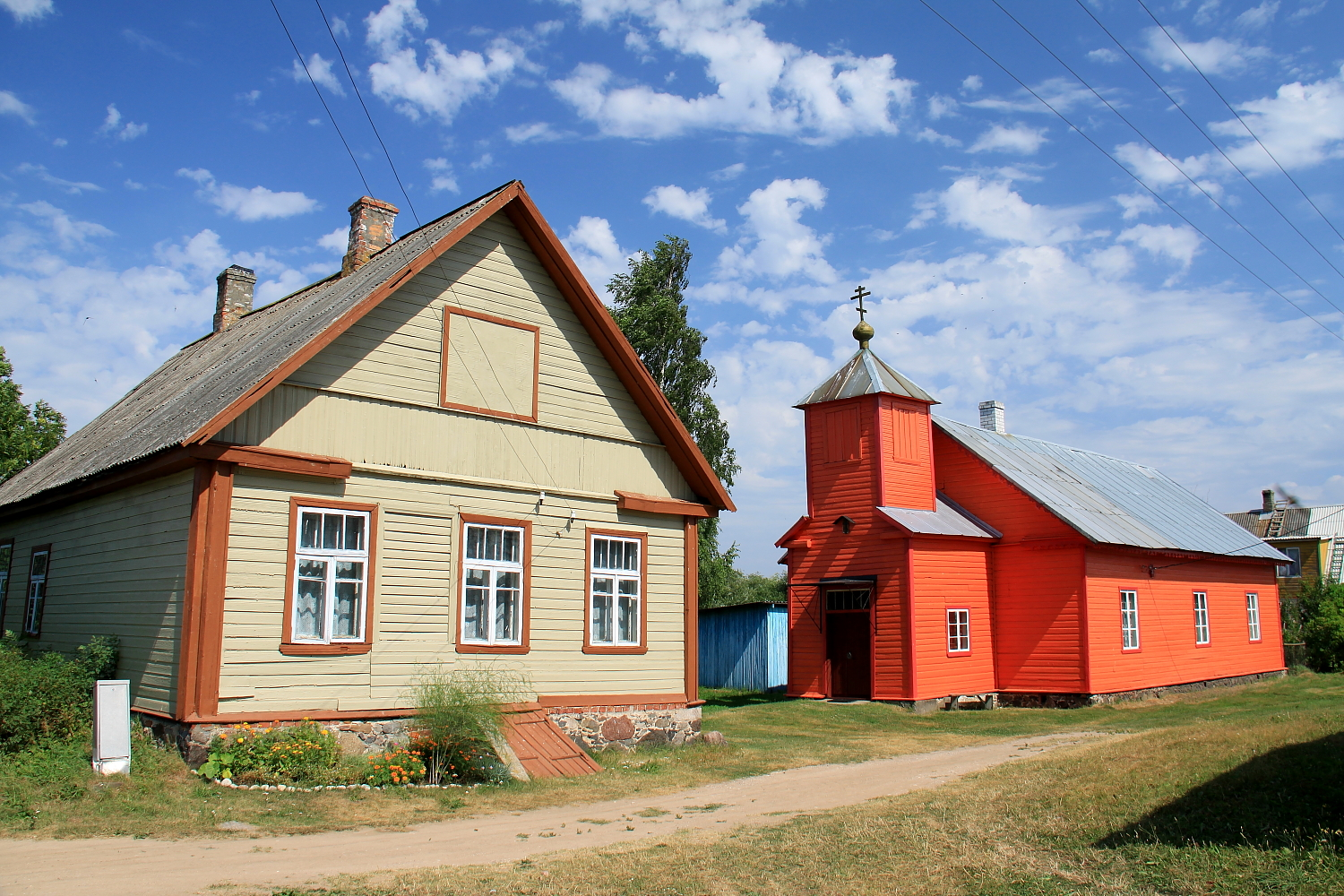
Altorthodoxe Kirche
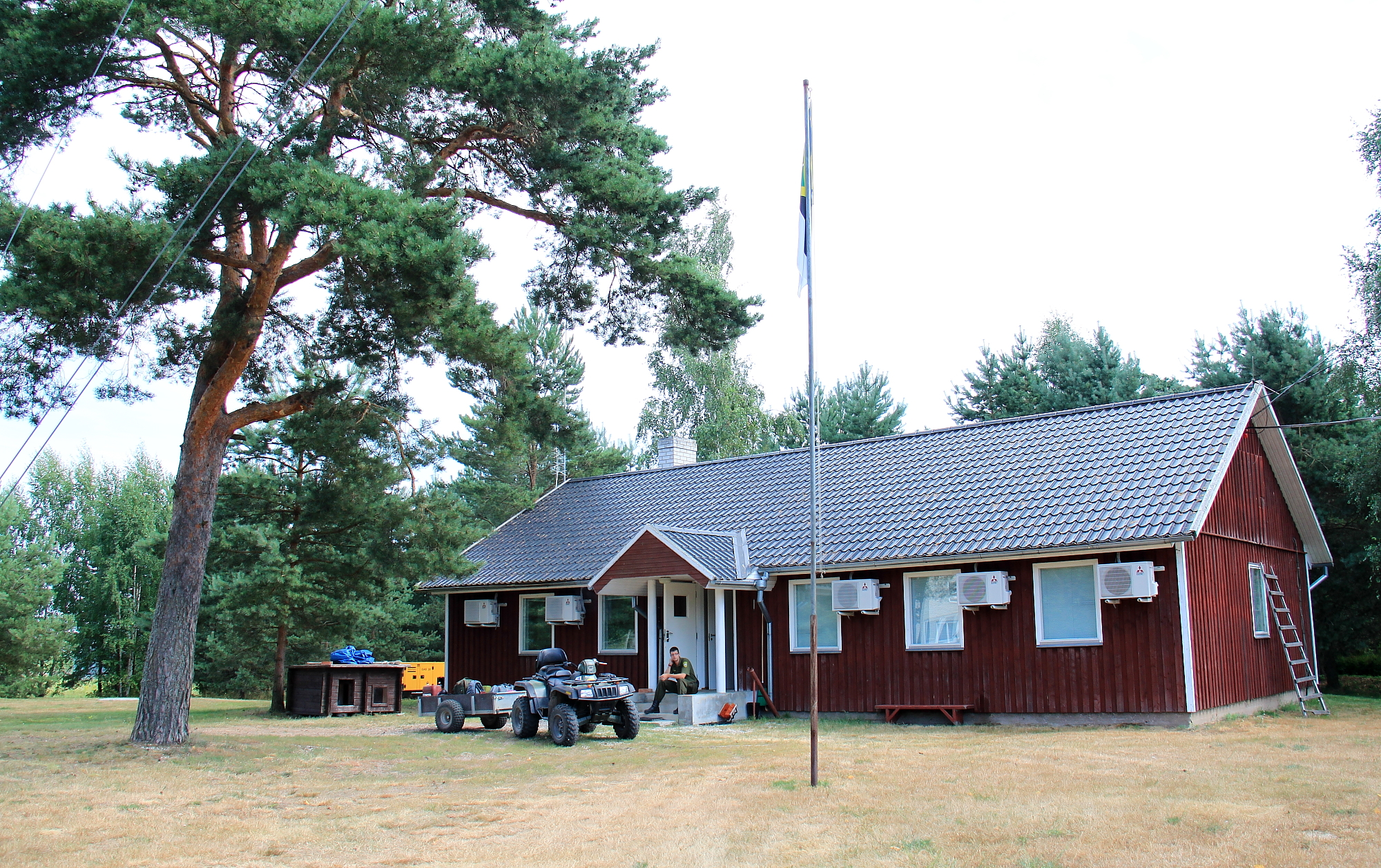
Grenzschutzstelle